# Lindero suroste La Giralda
LINDERO SUROSTE LA GIRALDA är en vattendelare i Mexiko.   Den ligger i delstaten Durango, i den centrala delen av landet, 800 km nordväst om huvudstaden Mexico City.